# Мерштеттен
Мерштеттен (нем. Mehrstetten) — община в Германии, в земле Баден-Вюртемберг. 
Подчиняется административному округу Тюбинген. Входит в состав района Ройтлинген.  Население составляет 1348 человек (на 31 декабря 2010 года). Занимает площадь 17,10 км².